# De wetenschap van de geheimen der ziel

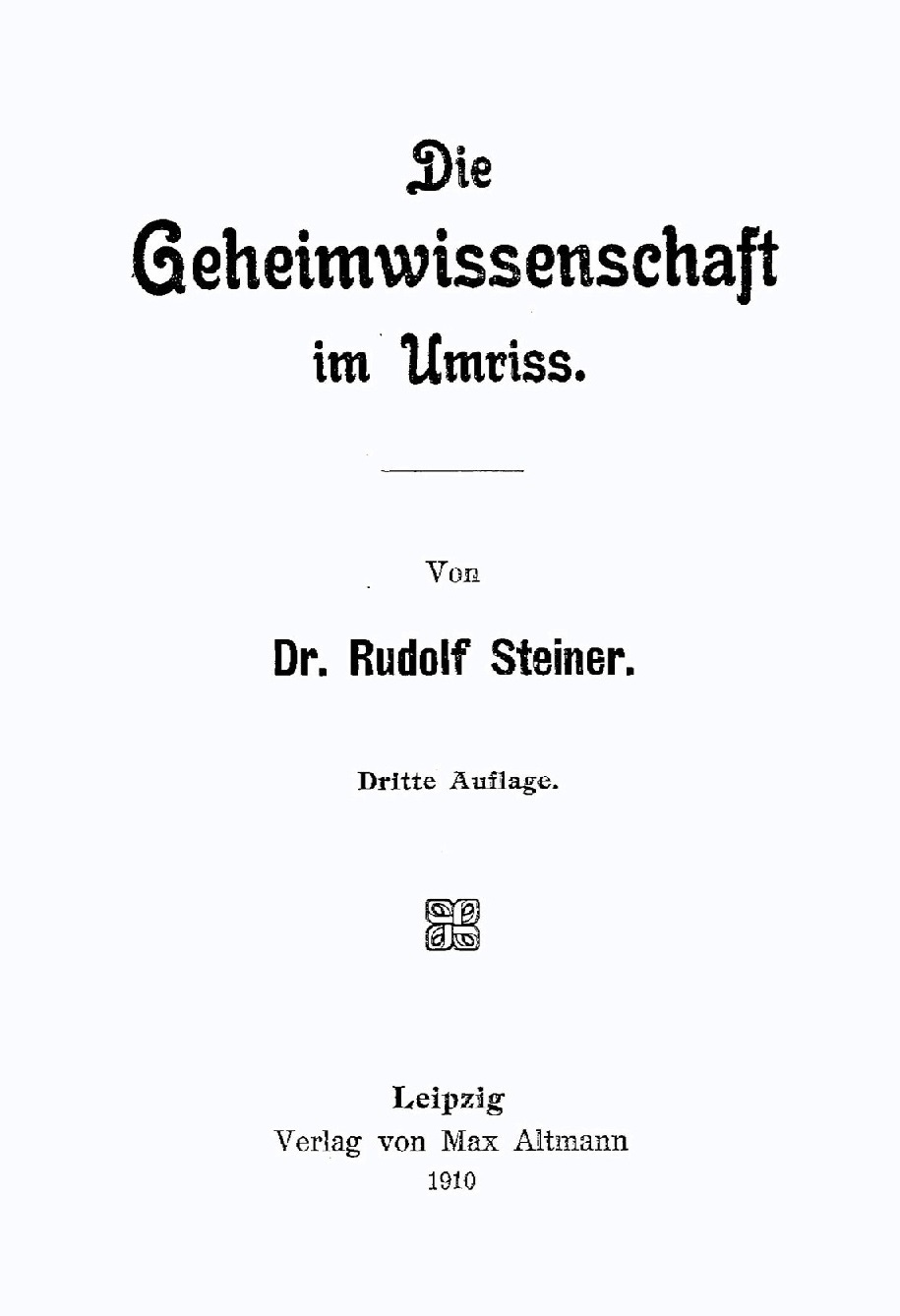
Steiner Geheimwissenschaft

De wetenschap van de geheimen der ziel is een boek uit 1909 van de Oostenrijkse occultist Rudolf Steiner. 

## Antroposofisch basiswerk
De wetenschap ven de geheimen der ziel: herkomst en bestemming van de mens is door Rudolf Steiner geschreven in de periode dat hij voorzitter was van de Duitse sectie van de Theosofische Vereniging, maar wordt beschouwd als een van de basiswerken van de antroposofie. Het boek behandelt esoterische sleutelbegrippen zoals onder andere: aard van het occulte, het wezen van de mensheid, slaap en dood, de ontwikkeling van mens en wereld in verleden en toekomst, kennis van hogere werelden, inwijding, reïncarnatie en karma.

## Titel
De wetenschap van de geheimen der ziel verscheen oorspronkelijk in het Duits onder de titel Die Geheimwissenschaft im Umriss. Voor Steiner was het werk een aanvulling op zijn eerder verschenen boek Theosofie. De eerste Nederlandse vertaling verscheen een jaar later (1910) dan het origineel en wordt nog steeds in aangepaste herdruk verspreid. De oorspronkelijke titel van de Nederlandse vertaling was Het Occultisme in groote Trekken, maar werd later veranderd naar De wetenschap van de geheimen der ziel, de titel die waarschijnlijk door Steiner zelf was voorgesteld.
Het boek is in de Gesamtausgabe (GA), het oeuvre van Rudolf Steiner, opgenomen als GA 13.